# Tahoklin
Tahoklin je tanka prelazna oblast između radijativne i konvektivne zone u unutrašnjosti Sunca. Pošto je radijativna zona okarakterisana uniformnom, a konvektivna zona diferencijalnom rotacijom, tahoklin je oblast između te dve vrste rotacija u Sunčevoj unutrašnjosti. Opisuje se kao tanak makazast sloj.
Ocenjuje se da se tahoklin nalazi na udaljenosti od oko 70% Sunčevog poluprečnika od centra Sunca i da mu je širina manja od 5% poluprečnika Sunca.
Tahoklin se karakteriše srednjim meridijanskim cirkulacijama, protocima između radijativne i konvektivne zone.

## Istorijat
Tahoklin je otkriven 1998. godine nakon helioseizmološke analize unutrašnje strukture Sunca. Pokazana je diferencijalna rotacija provodne spoljašnje zone i rotacija krutog tela radijativne unutrašnjosti. Tahoklinom je nazvana tanka makazasta zona na prelazu između zona sa diferencijalnim i uniformnim rotacionim kretanjem. Pod tahokinom se podrazumeva početni deo stabilne oblasti provodne zone.
Prvi istraživački rad o tahoklinu je objavljen 1992. godine od strane Spiegela i Zahna koji su preko laminarnog, hidrodinamičkog modela opisali kako srednje meridijanske cirkulacije (protoci između zona) obrazuju prostor Tejlor-Praudmanovog stabilnog stanja.

## Osobine strukture tahoklina
| Podaci o strukturi zone tahoklina |                                          |
| Udaljenost od centra jezgra       | 0,693 ± 0,02 Rs ≈ 482.000 km             |
| Debljina                          | 0,039 Rs bez donje granice; 0,019 Rs     |
| Zavisnost od širine               | ω = ωeq (1-a2 μ2-a4 μ4), a2 ≈ a4 ≈ 0,015 |
| Oscilacije perioda                | 1,3 godine                               |
| Gustina                           | ~ 0,2 g/cm³                              |
| Temperatura                       | ~ 2 x 106 K                              |
| Pritisak                          | ~ 6 x 1012 Pa                            |
| Jačina polja                      | ~ 104 - 105 G                            |

## Literatura
- Opšta astrofizika, Vukićević-Karabin Mirjana, Atanacković Olga, стp. 208, Zavod za udžbenike i nastavna sredstva. 2010.  978-86-17-16947-1.